# بیرول اونل
بیرول اونل (ترکی استانبولی: Birol Ünel؛ زادهٔ ۱۸ اوت ۱۹۶۱-درگذشت 3 سپتامبر 2020 (برلین) هنرپیشه، بازیگر سینما، و بازیگر تئاتر ترک‌تبار اهل آلمان است.
بیرول اونل سال ۱۹۶۱ در ترکیه به دنیا آمد و در ۵۹ سالگی براثر ابتلا به سرطان درگذشت. خانواده او سال ۱۹۶۸ از ترکیه به آلمان مهاجرت کردند. او دوران نوجوانی اش را در شهر برمن آلمان سپری کرد. او فعالیت بازیگری‌اش را از سال ۱۹۸۷ آغاز کرد.
بازی وی در فیلم «در مقابل دیوار» به کارگردانی فاتح آکین با استقبال فراوانی مواجه شدو توجه خیلی از رسانه های المانی را به خود جلب کرد.
از فیلم‌ها یا برنامه‌های تلویزیونی که وی در آن نقش داشته‌است می‌توان به دشمن پشت دروازه‌ها، در مقابل دیوار، در ماه ژوئیه، و ترانسیلوانی اشاره کرد.
وی همچنین برندهٔ جوایزی همچون جایزه فیلم آلمان شده‌است.